# Leni Oslob
Elise Helene "Leni" Höfer-Oslob (ur. 9 listopada 1909, zm. 20 sierpnia 1949) – niemiecka florecistka, czterokrotna medalistka mistrzostw świata.
Podczas mistrzostw świata w Warszawie w 1934 roku (zawody tego cyklu oficjalnie pod tą nazwą rozgrywane są dopiero od 1937) Niemki w składzie: Hedwig Haß, Henni Jüngst, Olga Oelkers i Leni Oslob wywalczyły srebrny medal w turnieju drużynowym. W tej samej konkurencji zdobyła również złoty medal na mistrzostwach świata w San Remo (1936), srebrny na mistrzostwach świata w Paryżu (1937) oraz brązowy na mistrzostwach świata w Lozannie (1935).
Nigdy nie wzięła udziału w igrzyskach olimpijskich.